# 化粧田
化粧田（けしょうでん/けわいでん）は、武士の女子が婚姻する際に化粧料の名目で一期分として与えられた田地のこと。金銭（持参金）の場合には敷銭、用水などの水利権の場合には化粧水と称された。
鎌倉時代までは、娘に対しても所領の分配が行われたが、嫡子相続制の確立とともに行われなくなり、娘の生存中に限って田地を与え、死後に実家に返還する化粧田が行われるようになった。戦国時代に制定された分国法『六角氏式目』には、化粧田は妻の没後に嫁ぎ先は実家に返還することが定められている（敷銭は返還を免れた）。江戸時代にはこの風習は変質して、夫や子供の所有となる慣行も行われるようになった。